# Lichtberg (Berg in Hessen)
Der Lichtberg ist ein 465 m ü. NHN hoher Basaltkegel des Hessischen Kegelspiels, einem Teil des in Bayern, Hessen und Thüringen (Deutschland) gelegenen Mittelgebirges Rhön.
Auf dem Kegelberg Lichtberg wurde früher Basanit, ein kieselsäurearmes magmatisches Gestein abgebaut. In der Feldansprache wird das Gestein, wie alle ähnlichen und mit bloßem Auge ununterscheidbaren dunklen feinkörnigen Eruptivgesteine, Basalt genannt. Gegenüber dem echten Basalt, wie von den Geologen definiert, ist es basischer, so dass anstelle von Feldspaten vermehrt Feldspatvertreter, sogenannte Foide auftreten.

## Geologie
Wie alle Kegelberge des „Hessischen Kegelspiels“ ist der Lichtberg der durch Erosion freipräparierte Schlotbereich eines ehemaligen Vulkans. Es wird davon ausgegangen, dass hier früher, ebenso wie heute noch in der Hohen und der Langen Rhön, ausgedehnte Deckenergüsse aus basaltischen Gesteinen vorhanden waren. Bei der großräumigen Hebung des Rhönschilds wurde die Region um mehrere Hundert Meter angehoben und dadurch in den höheren Lagen abgetragen. Was heute sichtbar ist, sind die im Nebengestein verborgenen Anteile des Förderschlots. Ein oberirdisches Vulkangebäude, wenn vorhanden, ist restlos erodiert. Durch die größere Härte des Gesteins gegenüber den umgebenden Sedimentgesteinen des Keupers wurde dieser „Schlotstiel“ von der Erosion als Kegelberg freipräpariert. Die Kegelform hat also nicht mit einem tatsächlichen Vulkankegel zu tun.
Im Nordwesten des Kegelbergs ist das Gestein in einem kleinen, ehemaligen Steinbruch aufgeschlossen, der heute als Grillplatz genutzt wird. Der Steinbruch wurde vom Landesamt als schutzwürdiger Geotop ausgewiesen. Aufgeschlossen ist der Rest eines basanitischen Schlots, dessen kompakte Füllung beim Abbau abgetragen wurde. In der Wand sichtbar sind die Köpfe von Säulen (Basaltsäulen), die als Schrumpfungsrisse bei der Abkühlung des Gesteins entstanden sind. Die Richtung der Säulenachse zeigt dabei immer in Richtung der Abkühlung. Zu sehen ist hier ein kuppeliger Aufbau in der sogenannten Meilerstellung, also Abkühlung gleichzeitig nach oben und zu den Seiten hin. Dies könnte auf einen tief im Krater erstarrten Lavasee zurückgehen. In anderen Abschnitten des Basaltkegels steht glasreicheres Gestein mit vergleichbarer chemischer Zusammensetzung an. Dies wurde früher meist Limburgit genannt.

## Geographische Lage
Der Lichtberg befindet sich innerhalb des Landkreises Fulda. Am Nordrand des Naturparks Hessische Rhön und zugleich im Biosphärenreservat Rhön gelegen erhebt sich sein Basaltkegel 1,8 km (Luftlinie) südöstlich des Kernorts der Gemeinde Eiterfeld. An seiner Nordostflanke liegt dessen Ortsteil Leibolz, westlich der Ortsteil Leimbach, südwestlich Malges und südlich schließt sich der Rückersberg (524,7 m ü. NHN) an.

## Verkehrsanbindung/Wandern
Die Landesstraße „L 3170“, die Eiterfeld über Leibolz und Großentaft in Richtung Südosten mit Rasdorf verbindet, führt nördlich am Lichterg vorbei, westlich verläuft die „L 3171“, die von Eiterfeld über Leimbach, Betzenrod und Roßbach in Richtung Süden nach Hünfeld führt. Von diesen Straßen und auch von der Kreisstraße „K 147“, die in Leibolz von der „L 3170“ in Richtung Süden abzweigt, führen Forst-, Wald- und Wanderwege auf den Lichtberg.